# Dálnice 35
Die Dálnice 35 (tschechisch für „Autobahn 35“) ist eine knapp zur Hälfte fertiggestellte Autobahn in Tschechien, die südwestlich von und parallel zu Riesengebirge (Krkonoše), Adlergebirge (Orlické hory) und Altvatergebirge (Hrubý Jeseník) verlaufen wird. Sie ersetzt die Staatsstraße 35 zwischen Úlibice (6 Kilometer östlich von Jičín) über Hradec Králové und Olmütz (Olomouc) nach Lipník nad Bečvou und mündet dort in die Autobahn D1 (Brno - Ostrava). Auf ihr verläuft ein Teil der Europastraße 442.
Bis zum 31. Dezember 2015 war sie als Schnellstraße klassifiziert und trug die Bezeichnung Rychlostní silnice 35 (R35).

## Planungsgeschichte
Mit Beschluss der Regierung der ČSSR Nr. 286 vom 10. April 1963 wurde der Bau einer Autobahn D35 Hradec Králové – Litomyšl – Svitavy – Jevíčko – Konice – Olomouc – Lipník nad Bečvou festgelegt. Sie sollte von der Dálnice 11 bei Hradec Králové abzweigen und bei Lipník nad Bečvou in die Dálnice 47 (heute: D1) einmünden. Nach dem Ende der ČSFR wurde durch die Regierung der Tschechischen Republik die Planung ab 1993 weiterverfolgt, jedoch nur als Schnellstraße R35. Hinzu kam allerdings der Abschnitt von Hradec Králové über Turnov nach Liberec als nördliche Verlängerung. Mit dem Änderungsgesetz Nr. 268/2015 wurde die R35 mit Wirkung zum 1. Januar 2016 zur Dálnice 35 umklassifiziert, aber nur für den Abschnitt Úlibice – Hradec Králové – Olomouc – Lipník nad Bečvou. Der bereits als R35 fertiggestellte Abschnitt Liberec – Turnov wurde zur Staatsstraße 35 abgestuft.

## Bau und fertiggestellte Abschnitte

### Abschnitt Úlibice – Hradec Králové
Der Abschnitt zwischen Úlibice und Hradec Králové ist durchgängig projektiert. Die Bauarbeiten sollen auf den einzelnen Teilstrecken zwischen 2023 und 2025 beginnen:
| Abschnitt                                  | Länge     | Status           | Baubeginn          | Fertigstellung | Querschnitt | Entwurfs- geschwindigkeit |
| ------------------------------------------ | --------- | ---------------- | ------------------ | -------------- | ----------- | ------------------------- |
| Umgehung Úlibice (Anbindung an I/35, I/16) | 1,641 km  | planfestgestellt | geplant: 2025      | geplant: 2028  | D25,5       | 100                       |
| Úlibice – Hořice                           | 16,346 km | planfestgestellt | geplant: 2025      | geplant: 2028  | D26,0       | 130                       |
| Hořice – Sadová                            | 10,450 km | im Bau           | November 2023      | geplant: 2025  | D25,5       | 120                       |
| Sadová – Plotiště nad Labem                | 7,814 km  | im Bau           | 16. September 2024 | geplant: 2026  | D25,5       | 120                       |

### Abschnitt Hradec Králové – Staré Město
Im Abschnitt zwischen Hradec Králové und Staré Město sind mehrere zusammenhängende Teilstrecken zwischen dem Autobahndreieck mit der Dálnice 11 bei Sedlice und Ostrov (Kreis Chrudim) bereits für den Verkehr freigegeben. Die Baumaßnahmen für die verbliebenen Streckenteile soll ebenfalls zwischen 2023 und 2025 erfolgen:
| Abschnitt                                     | Länge     | Status           | Baubeginn     | Fertigstellung | Querschnitt     | Entwurfs- geschwindigkeit | Sonstiges                                                                    |
| --------------------------------------------- | --------- | ---------------- | ------------- | -------------- | --------------- | ------------------------- | ---------------------------------------------------------------------------- |
| Sedlice (D11) – Opatovice nad Labem           | 4,190 km  | unter Verkehr    | November 2006 | November 2009  | R24,5 und R25,5 | 120                       |                                                                              |
| Opatovice nad Labem – Časy                    | 12,610 km | unter Verkehr    | März 2019     | Dezember 2021  | D26,0           | 130                       |                                                                              |
| Časy – Ostrov (Kreis Chrudim)                 | 14,700 km | unter Verkehr    | Dezember 2018 | Dezember 2022  | D26,0           | 130                       |                                                                              |
| Ostrov (Kreis Chrudim) – Vysoké Mýto          | 7,000 km  | im Bau           | Mai 2024      | geplant: 2026  | D26,0           | 130                       | einschließlich Tunnel Homole                                                 |
| Vysoké Mýto – Džbánov (Kreis Ústí nad Orlicí) | 5,950 km  | im Bau           | November 2023 | geplant: 2025  | D26,0           | 130                       |                                                                              |
| Džbánov (Kreis Ústí nad Orlicí) – Litomyšl    | 7,589 km  | im Bau           | April 2024    | geplant: 2027  | D26,0           | 130                       |                                                                              |
| Litomyšl – Janov (Kreis Svitavy)              | 10,440 km | planfestgestellt | geplant: 2024 | geplant: 2027  | D26,0           | 130                       |                                                                              |
| Janov (Kreis Svitavy) – Opatovec              | 11,753 km | im Bau           | Mai 2023      | geplant: 2025  | D26,0           | 130                       |                                                                              |
| Opatovec – Staré Město (Kreis Svitavy)        | 16,600 km | planfestgestellt | geplant: 2025 | geplant: 2029  | D26,0           | 130                       | einschließlich Tunnel Dětřichov und Anschluss an Staatsstraße I/73 nach Brno |

### Abschnitt Staré Město – Olomouc – Lipník nad Bečvou
Die Teilstrecken zwischen Mohelnice und Olomouc entstanden bereits in den 1970er und 1980er Jahren. Es folgten der Bau der Verbindung zwischen Olomouc/Slavonín und Lipník nad Bečvou in den 1990er Jahren. Mit der Herstellung der zwei letzten Teilabschnitte soll 2024 bzw. 2025 begonnen werden:
| Abschnitt                                                         | Länge     | Status           | Baubeginn     | Fertigstellung | Querschnitt | Entwurfsgeschwindigkeit |
| ----------------------------------------------------------------- | --------- | ---------------- | ------------- | -------------- | ----------- | ----------------------- |
| Staré Město (Kreis Svitavy) – Mohelnice (einschl. Tunnel Maletín) | 18,230 km | planfestgestellt | geplant: 2025 | geplant: 2029  | D26,0       | 130                     |
| Mohelnice – Loštice, Umgehung Řimice                              | 5,4 km    | unter Verkehr    |               | 1979           | S22,5       | 100                     |
| Řimice – Mladeč                                                   | 4,5 km    | unter Verkehr    |               | 1983           | S22,5       | 100                     |
| Mladeč – Nasobůrky                                                | 3,2 km    | unter Verkehr    |               | 1986           | S22,5       | 100                     |
| Nasobůrky – Unčovice                                              | 4,9 km    | unter Verkehr    |               | 1978           | S22,5       | 100                     |
| Unčovice – Příkazy                                                | 2,7 km    | unter Verkehr    |               | 1984           | S22,5       | 100                     |
| Umgehung Příkazy                                                  | 3 km      | unter Verkehr    |               | 1985           | S22,5       | 100                     |
| Příkazy – Křelov                                                  | 2,5 km    | unter Verkehr    |               | 1978           | S22,5       | 100                     |
| Křelov – Slavonín, 1. Bauabschnitt                                | 2,750 km  | unter Verkehr    | Oktober 2004  | November 2007  | R22,5       | 120                     |
| Křelov – Slavonín, 2. Bauabschnitt                                | 3,166 km  | im Bau           | Februar 2024  | geplant: 2026  | D22,5       | 120                     |
| Slavonín (Dálnice 46) – Přáslavice                                | 14,650 km | unter Verkehr    | November 1999 | Oktober 2003   | R26,5       | 120                     |
| Přáslavice – Velký Újezd                                          | 8,050 km  | unter Verkehr    | Dezember 1993 | Oktober 1997   | R26,5       | 120                     |
| Velký Újezd – Lipník nad Bečvou (Dálnice 1)                       | 7,347 km  | unter Verkehr    | Juli 1996     | Juli 1999      | R26,5       | 120                     |

## Aufgegebene Planungen

### Abschnitt Liberec – Turnov
Zwischen Liberec und Turnov erfolgte im Zusammenhang mit der Planung der Schnellstraße R35 ein autobahnähnlicher, vierstreifiger Aus- und Neubau, der seit 1. Januar 2016 als Silnice I/35 gewidmet ist:
| Abschnitt                                | Länge    | Baubeginn     | Fertigstellung | Querschnitt | Entwurfsgeschwindigkeit | Sonstiges                                                               |
| ---------------------------------------- | -------- | ------------- | -------------- | ----------- | ----------------------- | ----------------------------------------------------------------------- |
| AS Liberec-Doubí – Jeřmanice             | 3,200 km | 1996          | 1998           | R22,5       | 80                      | am 11. November 2007 als Kraftfahrstraße gewidmet                       |
| Jeřmanice – Rádelský Mlýn                | 2,750 km | 1972          | 1974           | S22,0       | 80                      | Umbau von April 2007 bis August 2008 in R22,5/80 (auf 2,105 km)         |
| Rádelský Mlýn – Hodkovice                | 2,135 km | Mai 2002      | Dezember 2003  | R22,5       | 80                      | Umbau Kreuzung Rádelský Mlýn zu planfreier AS (März 2020–Dezember 2021) |
| Hodkovice – Ohrazenice (3. Bauabschnitt) | 2,965 km | März 1998     | August 2000    | S22,5       | 80                      |                                                                         |
| Hodkovice – Ohrazenice (2. Bauabschnitt) | 1,620 km | Mai 1995      | Oktober 1997   | R22,5       | 80                      |                                                                         |
| Hodkovice – Ohrazenice (1. Bauabschnitt) | 3,940 km | November 1989 | Mai 1995       | R22,5       | 80                      | teilweise bereits 1993/94 in Betrieb genommen                           |

### Abschnitt Turnov – Ulibice
Für den Abschnitt Ohrazenice/Turnov nach Úlibice ist entgegen ursprünglicher Planungen aufgrund der Nähe zum Geopark Český ráj seit 2016 keine Autobahn mehr geplant. Hier soll die I/35 komplett neu trassiert werden. Abschnittsweise wird die neue I/35 zwar vier Spuren haben, aber überwiegend drei Spuren (2+1 abwechselnd). Das Autobahndreieck bei Ohrazenice soll, wo die neue I/35 anschließen wird, zum Autobahnkreuz umgebaut werden. Turnov wird westlich und südwestlich eine neue Umgehung erhalten mit den Anschlussstellen Přepeře (km 1) und Valdštejnsko (km 5) sowie dem Tunnel Pelešany. Die Trasse verläuft sodann weiter östlich um Rovensko pod Troskami mit den Anschlussstellen Žernov (km 12) und Čímyšl (km 18). Libuň wird nördlich, Kněžnice südlich umgangen. Hier entsteht die Anschlussstelle Kněžnice (km 23). Zwischen Železnice im Norden und Valdice im Süden erhält die I/35 eine weitere Anschlussstelle Valdice (km 28). Westlich von Radim verläuft die Trasse schließlich zum Anschluss bei Úlibice mit der D35 bzw. I/16. Auf diesem Abschnitt entsteht die Rastanlage Soběraz (bei km 29). Die Strecke ist 32,503 km insgesamt lang und wird in zwei Querschnitten (S15,5 und S21,5) und der Entwurfsgeschwindigkeit 110 km/h ausgeführt. Die Umweltverträglichkeitsprüfung wurde im August 2021 abgeschlossen. Baubeginn soll 2029, Fertigstellung 2031 sein.

## Verbindung zwischen Staatsgrenze CZ/PL und Liberec
Die sich an die deutsche Bundesstraße 178 und eine polnische Verbindungsstrecke (Droga wojewódzka 332) von 3,8 Kilometern Länge im Raum Zittau anschließende Strecke bis nach Liberec war zu keiner Zeit als Teil der R35 bzw. D35 vorgesehen. Vielmehr wurden sämtliche Abschnitte als Teil der Silnice I/35 realisiert, auch wenn sie teilweise autobahnähnlich und vierstreifig trassiert wurden. Es handelt sich im Einzelnen um folgende Teilstrecken:
| Abschnitt                                   | Länge    | Baubeginn    | Fertigstellung | Querschnitt | Entwurfsgeschwindigkeit | Sonstiges                     |
| ------------------------------------------- | -------- | ------------ | -------------- | ----------- | ----------------------- | ----------------------------- |
| Staatsgrenze CZ/PL – Hrádek nad Nisou       | 0,671 km | April 2007   | November 2008  | S11,5       | 80                      |                               |
| Ortsumgehung Hrádek nad Nisou               | 3,478 km | Februar 1998 | August 2000    | S11,5       | 80                      | Verkehrsfreigabe bereits 1999 |
| Hrádek nad Nisou – Bílý Kostel nad Nisou    | 7,636 km | Mai 2009     | Juli 2014      | S11,5       | 80                      |                               |
| Bílý Kostel nad Nisou – Stráž nad Nisou     | 2,965 km | März 2004    | Juni 2006      | S22,5       | 80                      |                               |
| Stráž nad Nisou – Liberec (1. Bauabschnitt) | 2,700 km |              | 1986           | R22,5       | 80                      |                               |
| Stráž nad Nisou – Liberec (2. Bauabschnitt) | 1,600 km | 1990         | 1993           | R22,5       | 80                      | Verkehrsfreigabe bereits 1992 |
| Liberec – Doubí                             | 3,600 km | 1996         | 1998           | R22,5       | 80                      |                               |

## Vignettenpflicht
Mautpflichtig sind folgende Strecken der D35 (Stand 2023):
- Sedlice – Ostrov (Ausfahrt 127 – km 158) auf 31 km
- Mohelnice-jih – Křelov (Ausfahrten 235–261) auf 26 km
- Holice – Lipník nad Bečvou (Ausfahrten 276–296) auf 20 km